# فرنسا 2
فرنسا 2 (بالفرنسية:France 2) هي قناة تلفزيونية فرنسية، تنتمي إلى تلفزيون فرنسا. وتعتبر التلفزيون الرسمي لدولة فرنسا بعد قناة TF1. أنشأت في عام 1963، تسمى القناة الثانية الفرنسية وتتميز عن نظيراتها باعتمادها على اللون الأحمر بالإضافة إلى شعارها الذي يحمل اللون الأحمر
تستقبل بنظام TNT والكابل والساتيليت و ADSL TV.
تبث القناة برامجها لمدة 24 ساعة يوميا.

## وصلات خارجية
- Official Site (بالفرنسية)
- France Télévisions Corporate site (بالفرنسية)